# Adair Village
Adair Village – miasto w Stanach Zjednoczonych, w stanie Oregon, w hrabstwie Benton.